# 374354 Pesquet
374354 Pesquet este o planetă minoră (asteroid) din centura de asteroizi. A fost descoperită pe 30 octombrie 2005 la Nogales de Jean-Claude Merlin⁠(d). 
Obiectul prezintă o orbită caracterizată de o semiaxă mare de 2,6223836731949 UAi, o excentricitate de 0,23, o înclinație de 0,4 ° în raport cu ecliptica.